# Museu de tecnologia

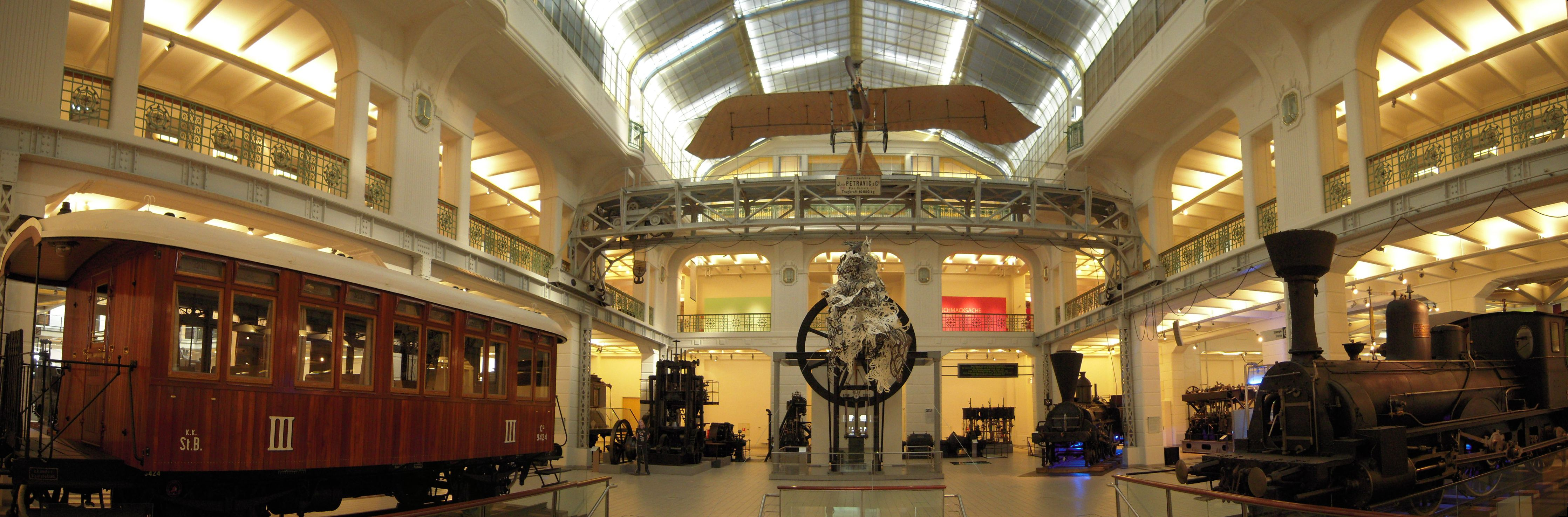
Technisches Museum Wien, hall d'entrada.

Un museu de tecnologia és un museu dedicat a les ciències aplicades i las desenvolupaments tecnològics. Molts museus combinen un museu de ciència i un de tecnològic.
Els museus històricament més importants de tecnologia a Europa són:
- el Musée des Arts et Métiers a París, creat en 1794;
- el Science Museum a Londres, fundat en 1857;
- el Deutsche Museum von Meisterwerken der Naturwissenschaft und Technik a Múnic, fundat en 1925; i
- el Technische Museum für Industrie und Gewerbe a Viena, fundat en 1918.

Altres museus de tecnologia a Alemanya inclouen el Deutsche Technikmuseum a Berlin-Kreuzberg, el Technoseum a Mannheim, el Technik Museum Speyer i el Technikmuseum Magdeburg. La més prestigiosa del seu tipus a Àustria és el Technische Museum a Viena.
Molts altres museus independents, com ara els museus de transports, cobreixen gèneres de certes tècniques, processos o indústries, per exemple mineria, química, metrologia, instruments musicals, ceràmica o paper.

## Llista
| Nom                                                                 | Lloc                | Comentaris      | Imatge |
| ------------------------------------------------------------------- | ------------------- | --------------- | ------ |
| Deutsche Museum von Meisterwerken der Naturwissenschaft und Technik | Múnic               | fundat en 1925. |        |
| Technikmuseum Freudenberg                                           | Freudenberg         |                 |        |
| Technoseum                                                          | Mannheim            |                 |        |
| Technikmuseum Magdeburg                                             | Magdeburg           |                 |        |
| Deutsches Technikmuseum Berlin                                      | Berlin-Kreuzberg    |                 |        |
| Technische Museum für Industrie und Gewerbe                         | Viena, Àustria      | fundat en 1918. |        |
| Swiss Science Center Technorama                                     | Winterthur, Suïssa  |                 |        |
| Technisches Museum Wien                                             | Viena, Àustria      |                 |        |
| Musée des Arts et Métiers                                           | París, França       | fundat en 1794. |        |
| Science Museum                                                      | Londres, Regne Unit | fundat en 1857. |        |